# بووتکی
بووتکی (به لهستانی:  Błotki) یک روستا در لهستان است که در گمینا ستوچک واقع شده‌است.